# Lista över guvernörer i Arkansas
Nedan följer en lista över personer som har varit guvernör i delstaten Arkansas. . 
Arkansas blev upptagen som en delstat i USA 15 juni 1836. Arkansas utträdde ur USA 6 maj 1861 och anslöt sig till Amerikas konfedererade stater 18 maj 1861. Efter amerikanska inbördeskriget var Arkansas under ockupation en del av fjärde militärdistriktet. Arkansas blev åter en fullvärdig delstat i USA 22 juni 1868.

## Guvernörer

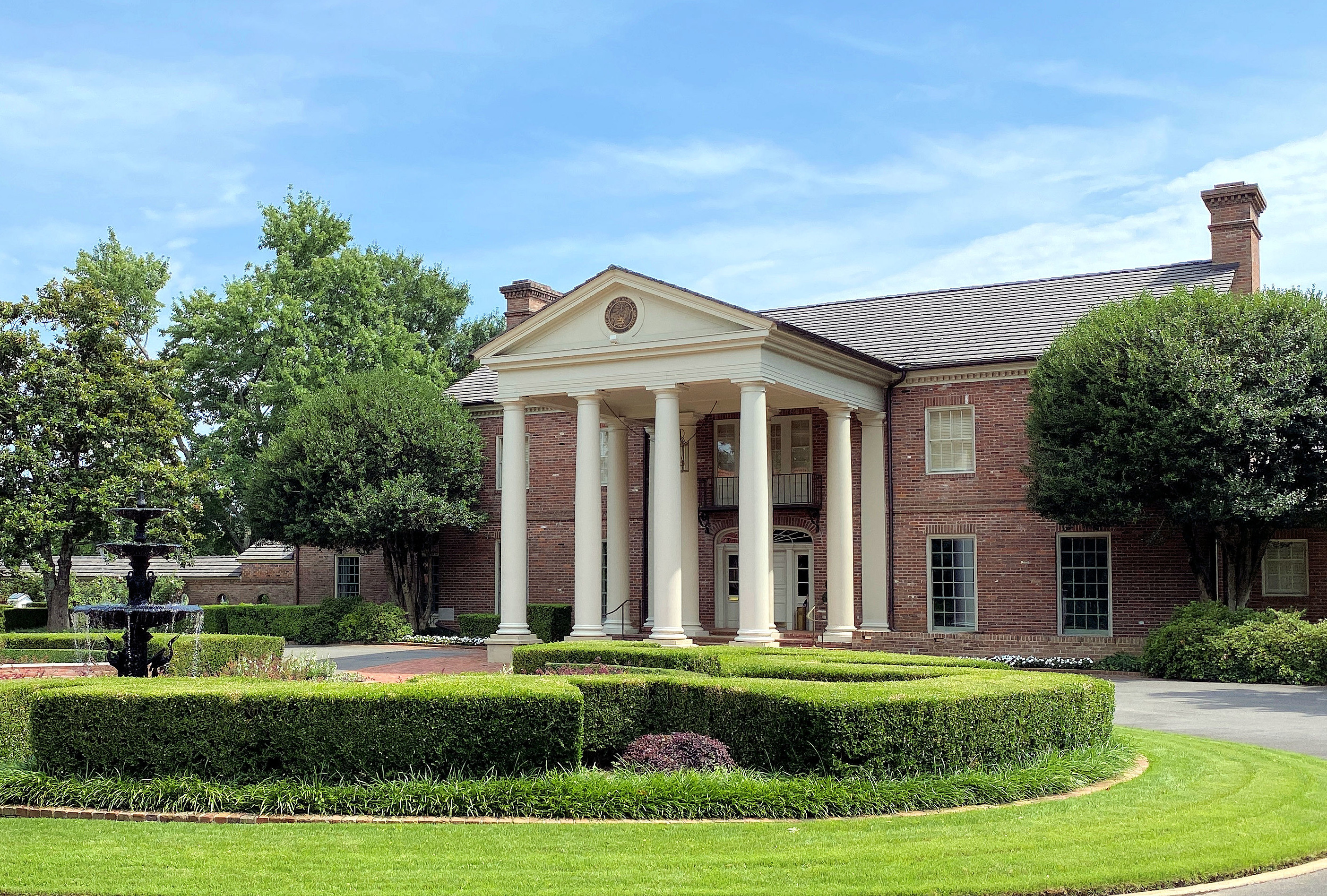
Guvernörsresidenset i Little Rock.

Förkortningen tf. i stället för nummer betecknar tillförordnad guvernör.
| Nummer | Namn                       | Parti      | Ämbetsperiod |
| ------ | -------------------------- | ---------- | ------------ |
| 1.     | James Sevier Conway        | Demokrat   | 1836–1840    |
| 2.     | Archibald Yell             | Demokrat   | 1840–1844    |
| tf.    | Samuel Adams               | Demokrat   | 1844–1844    |
| 3.     | Thomas Stevenson Drew      | Demokrat   | 1844–1849    |
| tf.    | Richard C. Byrd            | Demokrat   | 1849–1849    |
| 4.     | John Selden Roane          | Demokrat   | 1849–1852    |
| 5.     | Elias Nelson Conway        | Demokrat   | 1852–1860    |
| 6.     | Henry Rector               | Demokrat   | 1860–1862    |
| 7.     | Harris Flanagin            | Demokrat   | 1862–1864    |
| 8.     | Isaac Murphy               | Republikan | 1864–1868    |
| 9.     | Powell Clayton             | Republikan | 1868–1871    |
| tf.    | Ozra Amander Hadley        | Republikan | 1871–1873    |
| 10.    | Elisha Baxter              | Republikan | 1873–1874    |
| 11.    | Augustus Hill Garland      | Demokrat   | 1874–1877    |
| 12.    | William Read Miller        | Demokrat   | 1877–1881    |
| 13.    | Thomas James Churchill     | Demokrat   | 1881–1883    |
| 14.    | James H. Berry             | Demokrat   | 1883–1885    |
| 15.    | Simon P. Hughes            | Demokrat   | 1885–1889    |
| 16.    | James Philip Eagle         | Demokrat   | 1889–1893    |
| 17.    | William Meade Fishback     | Demokrat   | 1893–1895    |
| 18.    | James Paul Clarke          | Demokrat   | 1895–1897    |
| 19.    | Daniel Webster Jones       | Demokrat   | 1897–1901    |
| 20.    | Jeff Davis                 | Demokrat   | 1901–1907    |
| 21.    | John S. Little             | Demokrat   | 1907–1907    |
| tf.    | John Isaac Moore           | Demokrat   | 1907–1907    |
| tf.    | Xenophon Overton Pindall   | Demokrat   | 1907–1909    |
| tf.    | Jesse M. Martin            | Demokrat   | 1909–1909    |
| 22.    | George Washington Donaghey | Demokrat   | 1909–1913    |
| 23.    | Joseph Taylor Robinson     | Demokrat   | 1913–1913    |
| tf.    | William Kavanaugh Oldham   | Demokrat   | 1913–1913    |
| tf.    | Junius Marion Futrell      | Demokrat   | 1913–1913    |
| 24.    | George Washington Hays     | Demokrat   | 1913–1917    |
| 25.    | Charles Hillman Brough     | Demokrat   | 1917–1921    |
| 26.    | Thomas Chipman McRae       | Demokrat   | 1921–1925    |
| 27.    | Tom Terral                 | Demokrat   | 1925–1927    |
| 28.    | John Ellis Martineau       | Demokrat   | 1927–1928    |
| 29.    | Harvey Parnell             | Demokrat   | 1928–1933    |
| 30.    | Junius Marion Futrell      | Demokrat   | 1933–1937    |
| 31.    | Carl E. Bailey             | Demokrat   | 1937–1941    |
| 32.    | Homer Martin Adkins        | Demokrat   | 1941–1945    |
| 33.    | Benjamin T. Laney          | Demokrat   | 1945–1949    |
| 34.    | Sid McMath                 | Demokrat   | 1949–1953    |
| 35.    | Francis Cherry             | Demokrat   | 1953–1955    |
| 36.    | Orval Faubus               | Demokrat   | 1955–1967    |
| 37.    | Winthrop Rockefeller       | Republikan | 1967–1971    |
| 38.    | Dale Bumpers               | Demokrat   | 1971–1975    |
| tf.    | Bob C. Riley               | Demokrat   | 1975–1975    |
| 39.    | David Pryor                | Demokrat   | 1975–1979    |
| tf.    | Joe Purcell                | Demokrat   | 1979–1979    |
| 40.    | Bill Clinton               | Demokrat   | 1979–1981    |
| 41.    | Frank D. White             | Republikan | 1981–1983    |
| 42.    | Bill Clinton               | Demokrat   | 1983–1992    |
| 43.    | Jim Guy Tucker             | Demokrat   | 1992–1996    |
| 44.    | Mike Huckabee              | Republikan | 1996–2007    |
| 45.    | Mike Beebe                 | Demokrat   | 2007–2015    |
| 46.    | Asa Hutchinson             | Republikan | 2015–2023    |
| 47.    | Sarah Huckabee Sanders     | Republikan | 2023–        |